# 国際市民スポーツ連盟
国際市民スポーツ連盟 (Internationaler Volkssportverband, IVV) は1968年、オーストリア、西ドイツ、リヒテンシュタイン、スイスにおいて設立されたスポーツ振興団体。
フォルクススポーツ（市民スポーツ）と密接に係わっており、1968年の設立以来、健康・アウトドア精神・国際理解に役立つ、競争が行われない国際的スポーツとしてフォルクススポーツの普及に努める。
ドイツ、スイス、オーストリア、リヒテンシュタインの4カ国が、“勝ち負けのないスポーツ”をという掛け声の下に、市民スポーツに参加する人それぞれの健康・体力の保持・増進を図ること、および、国際大会に参加する人々の間で互いの友情を深め合い世界の平和に貢献することを目的とする。2010年にはIVVのアジアにおける地域支部の１つアジア市民スポーツ連盟（IVV-ASIA: Asiatischer Volkssportverband）も日本、韓国、中国、台湾の4ヶ国にて創立され、2013年にはインドネシアのジョグジャカルタウォーキング協会が、2017年からはロシア・ウラジオストックのジンセンウォーキング協会も参加した。

## 市民スポーツ
フォルクススポーツ (Volkssports) あるいは市民スポーツとは集団で行う屋外スポーツ。競争性をもたない屋外でのスポーツ・運動活動である。特にはフォルクスマーチ (フォルクスマーチング、Volksmarch)を指す場合もある。
フォルクス (volks) は「人民、国民、市民、人々」を意味する単語であり、つまりフォルクスマーチは「人々の行進」を意味する。ウォーキングを行うフォルクスマーチでは人々の集団が、おおよそ半日で10から20Km程度行進する。フォルクス・スポーツは1960年代初めにスイス軍の訓練の一部として発祥した。新鮮な空気などを目的としたウォーキングが古くからの伝統となっているヨーロッパ・アルプスで団体が結成されると、数年でカナダ・アメリカなどへと伝播した。市民スポーツでは多くの場合はウォーキングが行われるが、その形にこだわることなく、1980年代にはジョギングであったり乳母車を押して歩いたり、あるいはクロスカントリースキーを用いたり様々な方法で行われた。
2012年7月にルクセンブルグで行われたIVV総会では、団体が提供する市民スポーツとして下記の運動種目を挙げた。
1. ウォーキング
2. サイクリング
3. スイミング・アクア・ウォーキング
4. スキーイング・スノーシューイング
5. スケーティング
6. インクライン・スケーティング
7. ローイング・カヌーイング・カヤッキング

## 各国の団体メンバー
メンバーは各国の市民スポーツ連盟。市民スポーツ連盟がない国では（インドネシア、ブラジル、オーストラリアなど）個々のクラブが参加する。

### 日本
日本国内においては日本市民スポーツ連盟（IVV-JAPAN, JVA) が活動している。1993年に任意団体として結成され、1994年に第17番目の公式加盟国としてIVVへと正式に加盟した。2011年6月には一般社団法人へと変更された。また、2010年にはアジア市民スポーツ連盟（IVV-ASIA : AVV）が日本、韓国、中国、台湾合同で結成されている。

### その他
- ベルギー：Belgisch Volkssport Verbond /FédérationBelgedeMarchePopulaire（BVV / FBMP）
- フランダース：Vrije Vlaamse Recreatiesporten（VVRS）/ Vlaamse Wandelfederatie（VWF）
- ワロン地域：FédérationFrancophoneBelgede Marches Populaires（FFBMP）
- デンマーク：Dansk Motions Forbund（DMF）
- ドイツ：Deutscher Volkssportverband（IVV-Germany, DVV）
- フィンランド：Suomen Latury
- フランス：FédérationFrancaisedesSports Populaires（IVV-France, FFSP）
- ギリシャ：ギリシャ市民スポーツ連盟
- イギリス：British Walking Federation（BWF）
- アイスランド：アイスランドスポーツ協会
- イタリア：Federazione Italiana Amatori Sport Populari（FIASP）
- 南チロル：南チロル市民スポーツ連盟（SVV）
- カナダ：Canadian Volkssport Federation /LaFédérationCanadienneVolkssport（FCV）
- ルクセンブルク：FédérationLuxembourgeoisedeMarche Populaire（FLMP）
- オランダ：Nederlandse Federatie voor Volkssport（NFV）
- ノルウェー：Norges Folkesportforbund（NFF）
- オーストリア：オーストリア市民スポーツ連盟（ÖVV）
- ポーランド：Polska Federacja Popularyzacy Turystyki（PFPT）
- スウェーデン：SvenskaFolksportförbundet（SFF）
- スイス/リヒテンシュタイン：スイス市民スポーツ連盟-リヒテンシュタイン（VSL）
- スロバキア：KlubSlovenskýchTuristov（KST）
- 韓国：韓国体育振興会
- チェコ共和国：ClubČeskýchTuristú（KČT）
- トルコ：Tarim Mahallesi（TM）
- ハンガリー：Komárom-EsztergomMegyeiTermészetbarátSzovetseg
- アメリカ合衆国：American Volkssport Association（AVA）

## イベント
市民スポーツ連盟のイベントの多くは加盟国の国内で行われるが、国外からの参加も受け付けている。市民同士の競わないスポーツによる国際交流を目的としたイベントも開催される。毎年5月8日に世界ウォーキングデーが開催され、参加者は証明書を受け取れる。
IVVは、世界大会であるIVVオリンピアードの他、アジア大会 (IVV-ASIANPIAD)、ヨーロッパ大会 (IVV-EUROPIAD)などの主要イベントを開催する。

### IVVオリンピアード
IVVでは1989年より、2年毎にフォルクススポーツ（市民スポーツ）の祭典である「IVVオリンピアード」を催している。IVVオリンピアードはIVV加盟団体の存在する国で数日間にわたって開催される。
| 開催年 | 期間                 | 開催地                               |
| ------ | -------------------- | ------------------------------------ |
| 1989   |                      | オランダ・ファルケンブルフ           |
| 1991   |                      | ドイツ・シェームベルク               |
| 1993   |                      | フランス・リボヴィレ                 |
| 1995   |                      | ギリシャ・アテネおよびマルーシ       |
| 1997   |                      | フィンランド・ヴィエルマキ           |
| 1999   |                      | イタリア・ビビオネ                   |
| 2001   |                      | オーストリア・ゼーフェルト           |
| 2003   |                      | ベルギー・ヘンク                     |
| 2005   |                      | チェコ・プラハ及びプルゼニ           |
| 2007   |                      | エストニア・オテパー                 |
| 2009   |                      | 日本・山梨県                         |
| 2011   |                      | トルコ・アンタルヤ                   |
| 2013   |                      | 南ティロル・ヴァル・ガルデーナ       |
| 2015   |                      | 中国・成都市                         |
| 2017   |                      | ドイツ・コブレンツ                   |
| 2019   | 8月15日-19日         | フランス・エクス＝アン＝プロヴァンス |
| 2022   | 8月28日-31日（予定） | 韓国・ソウル                         |